# Schizidium hybridum
Schizidium hybridum là một loài chân đều trong họ Armadillidiidae. Loài này được Budde-Lund miêu tả khoa học năm 1896.